# برزی (ناحیه برتسلاف)
برزی (به چکی: Březí) یک منطقهٔ مسکونی در جمهوری چک است که در ناحیه برتسلاو واقع شده‌است. برزی ۱٬۵۷۱ نفر جمعیت دارد.